# Harka (città)
Harka (in tedesco: Harkau, in croato: Horka) è un comune di 1 553 abitanti situato nella contea di Győr-Moson-Sopron, nell'Ungheria nordoccidentale.